# Ulfert Schults
Ulfert Jacobus Schults (Amsterdam, 19 november 1871 – Diaconessenhuis, Hilversum, 3 februari 1942) was een Nederlands componist en muziekpedagoog.
Hij was zoon van kantoorbediende Ulfert Schults en Jacoba Damman. Zus Femina Schults heeft ook piano gestudeerd. Hijzelf was tussen 1897 en 1909 getrouwd met pianiste Daisy Mary Tucker Swindells (overleden in Laren); in 1914 trouwde hij met Margaret Swindells. Zoon Ulfert Schults jr. werd bekend vanwege Het Byronianisme in Nederland (1929). De vader werd begraven op de Algemene Begraafplaats Nieuw Valkeveen.
Hij legde examen af voor de Nederlandsche Toonkunstenaars Vereeniging in Den Haag.
Hij was docent zijn eigen muziekschool (Algemeene Muziekschool van Ulfert Schults) aan de Keizersgracht 243. Al in 1900 was hij docent piano aan het Muziekschool van de Maatschappij tot Bevordering der Toonkunst van Daniël de Lange. Hij was er tussen 1913 (Daniël de Lange ging voor tournee naar Amerika, maar kwam niet terug bij het conservatorium) en 1930 directeur en tot 1935 hoofdleraar piano. Onze zijn leerlingen bevonden zich Rosy Wertheim, Cor de Groot, Gerard Hengeveld en George van Renesse.
In de Letzergids worden de volgende composities vermeld (voornamelijk dus voor piano):
- opus 1; Aquarellen (zes pianostukken uit 1892)
- opus 2: Andante en scherzetto
- opus 3: Valse presto
- opus 4: Papillons, twaalf pianostukken
- opus 7: Lyrisch toondichtjes voor piano
- opus 9: Practische elementairschool voor klavier
- opus 10: Theme met variatiën voor twee klavier
- opus 11: Walzen
- opus 12: Scherzo
- opus 13, opus 13a: Vingeroefeningen
- opus 14: Tambourin
- opus 15: Voordrachtstukjes
- opus 17: Liederen voor altstem
- opus 20: Voordrachtstukjes
- opus 25:  Voordrachtstukjes
- opus 26: Sonatine
- opus 31: Deux valses
- opus 32: Berceuse et tourbillon
- opus 33: Exquisses (drie liedjes)

De laatste jaren woonde het echtpaar in Baarn.